# Teritoriile palestiniene
„Teritoriile palestiniene” (în arabă الأراضي الفلسطينية Al Aradi Al Falastiniya), cum sunt denumite de narativul palestinian sau „Teritoriile palestiniene ocupate”, este numele utilizat în mod curent pentru acele teritorii ale fostei Palestine sub mandat britanic, care, ocupate de Egipt și de Iordania în cursul Războiului arabo-israelian din 1948-1949 au rămas sub controlul acestor țări între anii 1948-1967, iar în iunie 1967 au fost ocupate de către Israel ca urmare a Războiului de Șase Zile. Termenul „teritorii ocupate” a fost și este folosit, însă, numai în cazul ocupației de către Israel.
Teritoriile avute în vedere au o suprafață totală de 6,240 km² și cuprind:
- Cisiordania - 5655 km² tereștri și 220 km² din suprafața Mării Moarte
- Ierusalimul de est
- Fâșia Gaza - 365 km².

Cisiordania și Ierusalimul de est au fost anexate în anul 1950 de către Transiordania care și-a schimbat numele în urma acestui act, în Iordania. Această anexare (cu excepția Ierusalimului de est) a fost recunoscută oficial numai de către Marea Britanie și Pakistan. Ele au fost parte integrală din Iordania până la Războiul de Șase Zile, în care Iordania a intrat de partea Egiptului și Siriei.
Organizația Națiunilor Unite și Curtea Internațională de Justiție utilizează termenul de „teritorii palestiniene ocupate”, care este aplicat, aproximativ, teritoriilor din ex-Palestina mandatară aflate dincolo de „linia verde” - linia de armistițiu dintre Israel și țările arabe vecine de pe urma Războiului din 1948-1949 și care devenise frontiera Statului Israel până la 5 iunie 1967.    
Alți termeni care au fost sau sunt folosiți pentru descrierea acestor teritorii sunt: „teritoriile deținute”, „teritoriile administrate”, acronimul ebraic Yesha (folosit până în 2005 - pentru Iudeea, Samaria și Gaza - Yehuda, Shomron, 'Aza), „Malul de Vest și zona Gaza”, etc  
Pentru mulți arabi și musulmani, inclusiv palestinieni, „Palestina” sau „Palestina ocupată” include tot teritoriul Palestinei mandatare britanice, inclusiv teritoriul Statului Israel din interiorul „liniei verzi”. Este de precizat că Platoul Golan care până în iunie 1967 aparținuse Siriei și care a fost ocupat atunci in cursul războiului de către Israel, nu face parte din teritoriile palestiniene ocupate sau din teritoriile revendicate de către palestinieni. În rândurile adepților partidelor de dreapta și extremă dreaptă din Israel există aspirația spre realizarea întregirii Țării Israelului (pentru sioniștii revizioniști - vizând o vreme și Transiordania), aspirație care a recâștigat adepți după victoria din Războiul de Șase Zile.

## Începuturile autonomiei palestiniene

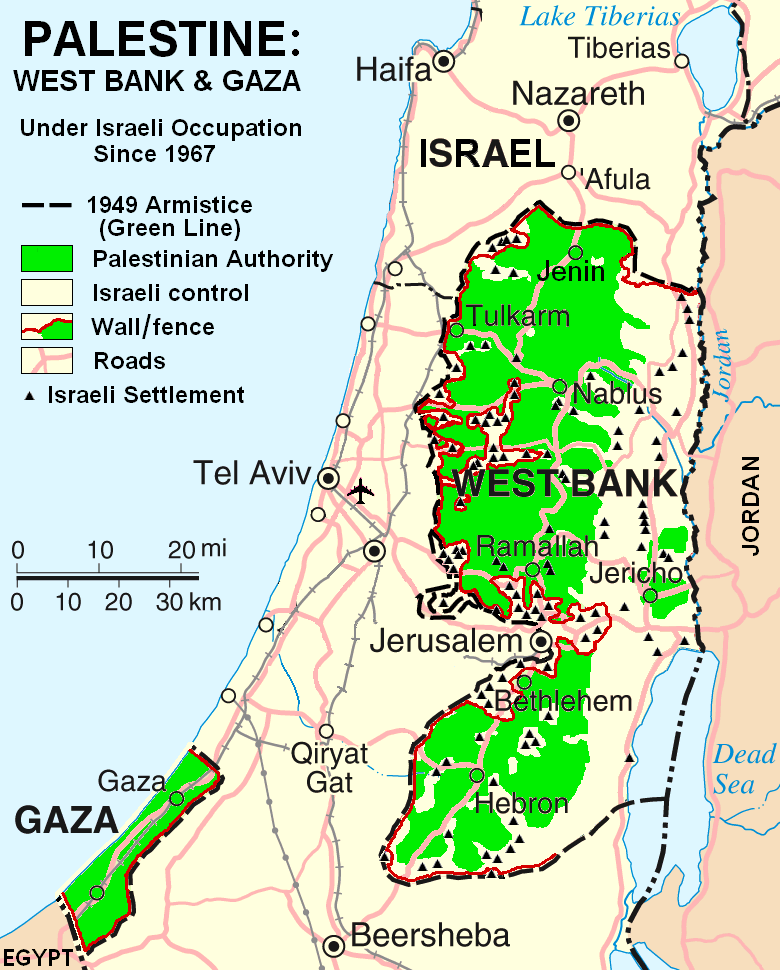
"Teritoriile palestiniene" - Cisiordania și Fâșia Gaza, hartă din 2007

Ca o urmare a Acordurilor de la Camp David dintre Israel și Egipt, guvernul israelian a creat in anul 1981 o administrație civilă a unor teritorii aflate anterior în litigiu în Cisiordania și Fâșia Gaza. 
Aceste teritorii au fost recunoscute de circa o 135 state ca „Statul Palestina”, proclamat întâia oară la Alger, câțiva ani înaintea Acordurilor de la Oslo, la 15 noiembrie 1988, în vremea în care Organizația pentru Eliberare a Palestinei își avea sediul în exil în Tunisia și se afla în conflict fățiș cu Israelul, a fost recunoscut ca atare de majoritatea statelor musulmane și a celor din blocul comunist. Iordania a renunțat la pretenții asupra Cisiordaniei în favoarea Organizației pentru Eliberarea Palestinei. O parte a zonelor locuite de arabii palestinieni au devenit o entitate autonomă în urma Acordurilor de la Oslo dintre Israel și Organizația pentru Eliberare a Palestinei.
„Acordurile de la Oslo” au fost semnate la Washington la 13 septembrie 1993. Conform acordurilor, Israelul sub conducerea guvernului laburist condus de Itzhak Rabin și Shimon Peres a permis conducerii Organizației pentru Eliberarea Palestinei în frunte cu Yasser Arafat să se întoarcă din exil în teritoriile palestiniene. În anul 1994 a fost întemeiată în aceste teritorii Autoritatea Națională Palestiniană. Aceasta a obținut controlul civil și parțial al securității în circa 41% din teritoriul Cisiordaniei. În ianuarie 1996 a fost ales Consiliul legislativ palestinian. Autoritatea Națională Palestiniană revendică drept capitală Ierusalimul de est, inclus de Israel în Ierusalimul unit, proclamat în 1980 capitală „reunificată și eternă” a Israelului. Deoarece acordurile de la Oslo au exclus Ierusalimul, Autoritatea Națională Palestiniană și-a instalat ministerele și organele guvernamentale în orașul Ramallah, lângă Ierusalim și în orașul Gaza. În urma unui acord de la 4 mai 1994 s-a efectuat transferarea puterii în mâinile palestinienilor la Ierihon și la Gaza, în alte zone ale Cisiordaniei, transferarea puterii efectuându-se la 28 septembrie 1995 (la 15 ianuarie 1997, sub primul guvern Binyamin Netanyahu s-a semnat protocolul cu privire la orașul Hebron, rămas în proporție de cca 20% sub control Israelian). Acordurile de la Oslo prevedeau ca Israelul să păstreze pentru o perioadă de tranziție responsabilitatea asupra securității externe precum și cea a securității interne și ordinii publice în zonele de așezări evreiești în Cisiordania și Fâșia Gaza. După o pauză de trei ani în septembrie 1999 au fost inițiate negocieri pentru determinarea statutului permanent al acestor teritorii, dar ele au eșuat în septembrie 2000. Sub pretextul primejdiei pentru Moscheea Al Aksa din Ierusalim, Organizația pentru Eliberarea Palestinei și islamiștii palestineni din organizațiile Hamas, Jihad Islami etc au declanșat în anii 2000-2004 așa numita a Doua Intifadă sau Intifada Al-Aqsa, un val de atentate mortale contra populației civile din localitățile israeliene și împotriva armatei israeliene, o parte din ele atentate cu bombă sinucigașe.  
În anul 2005, după „A doua Intifadă” (Intifada Al Aqsa) Israelul și-a retras în mod unilateral trupele din Fâșia Gaza și a evacuat de acolo toate așezările evreiești înființate după 1967. Drept consecință, Fâșia Gaza a trecut sub controlul de facto al Autorității Naționale Palestiniene, până la alegerile locale din 2006, câștigate de Hamas, care apoi a expulzat aparatul administrativ și polițienesc al guvernului din Ramalla.
Adunarea Generală a ONU consideră teritoriile palestiniene ca fiind juridic „ocupate”. La 29 noiembrie 2012 Statul Palestina, al arabilor palestinieni, a fost primit ca observator la Națiunile Unite. Totuși Zona C definită în acordurile de la Oslo ca fiind sub control civil si militar israelian (și care urma să includă  72-74% din Cisiordania), conform acordurilor de la Wye River, include în prezent 59% din suprafața Cisiordaniei. Teritoriile sunt adesea descrise ca având vocația de a deveni un viitor stat palestinian suveran. Statutul lor este un element cheie al rezolvării conflictului israelo-palestinian , alături de rezolvarea problemei celor cinci generații de arabi palestineni cu statut de refugiați, menținut fără precedent, vreme de șapte decenii, de țările arabe și de O.N.U., recunoașterea reciprocă a Israelului și a unui stat palestinian  (în curs de cristalizare) ca state naționale al evreilor, respectiv al arabilor palestinieni, în interiorul unor granițe sigure și recunoscute, și crearea unor mecanisme și aranjamente pentru asigurarea securității lor.

## Cisiordania
Potrivit Acordului de la Oslo - Oslo II dintre Israel și Organizația pentru Eliberarea Palestinei, au fost create în Cisiordania trei zone administrative temporare distincte A, B, și C, până la stabilirea unui acord final între Israel și conducerea arabă palestiniană.
Aceste arii nu au continuitate, și sunt fragmentate, după diferite criterii geografice și/sau demografice, și după cerințele militare de securitate ale Israelului.
- Zona A - se află, teoretic, sub deplinul control civil și de securitate al Autorității Naționale Palestiniene și reprezintă 17,2 % din teritoriul Cisiordaniei - 972kmp

Ea include toate orașele palestiniene mai mari și ariile care le înconjoară, fără așezări evreiești israeliene. Intrarea în această zonă este interzisă tuturor cetățenilor israelieni. Armata israeliană întreprinde însă raiduri de represalii în zonă pentru arestarea unor militanți palestineni suspectați de implicare în acte de teroare.
- Zona B - aflată sub control civil al Autorității Naționale Palestiniene și sub control de securitate comun israelo-palestinian. Ea cuprinde circa 24% din teritoriul Cisiordaniei - 1344kmp și include orașe și sate arabe palestiniene și ariile înconjurătoare, fără așezări evreiești israeliene.
- Zona C  - se află sub control deplin civil și de securitate israelian, si în care civilii arabi palestinen sunt cetățeni ai Autorității Naționale Palestiniene. Această zonă reprezintă în prezent 59% din teritoriul Cisiordaniei - 3336 kmp

 cuprinde toate așezările înființate aici de către evrei israelieni - orașe mai mari, orășele și sate ,cu arii înconjurătoare,  majoritatea căilor de transport care le leagă și care sunt permise israelienilor, și de asemenea arii strategice denumite „zone de securitate”. În 1972 numărul evreilor israelieni aflați în Cisiordania era de circa 1,000, în 2012 numărul locuitorilor evrei din Zona C a ajuns la circa 300,000, față de circa 150,000 arabi palestinieni, majoritatea agricultori și beduini. În 2013 numărul evreilor a fost de circa 370.000, iar la sfârșitul anului 2016 -420,000. După datele Consiliului regional al Iudeei și Samariei în mai 2023 numărul evreilor israelieni din zona C a Cisiordaniei a fost de 502,678 , care locuiesc în circa 150 așezări. Principalele orașe evreiești-israeliene din aceste teritorii sunt Modiyin Ilit, Beitar Ilit, Maale Adumim și Ariel, în care locuiesc un total de 214,676 locuitori. 37% din locuitorii evrei sunt ultra-ortodocși (harediți), 36% - sioniști religioși ortodocși,  iar 28 % evrei laici. Aceste numere nu includ pe locuitorii evrei din Ierusalimul de est.

## Ierusalimul de est
Imediat după Războiul de Șase Zile, Israelul a introdus în partea de est a Ierusalimului legile israeliene - în fosta arie municipală iordaniană și în mai multe sate, orășele și arii deschise adiacente. Locuitorii arabi au obținut statutul de locuitori permanenți ai Israelului cu drept la cetățenia israeliană. Marea majoritate a comunității internaționale nu recunoaște aplicarea legii israeliene în estul Ierusalimului și vede în acest teritoriu o parte din teritoriile palestiniene ocupate sau teritorii al cărui statut este în dispută. De asemenea cartierele evreiești construite de Israel în această parte a orașului sunt considerate „arii de colonizare”. Curtea Supremă a Israelului consideră că legea israeliană se aplică în totalitate estului Ierusalimului ca parte integrantă din Statul Israel. În 1980 Knessetul a adoptat legea fundamentală „Ierusalim - capitala Israelului”, care stabilește că „Ierusalimul întreg și unit este capitala Israelului”. În declarația de independență a Statului Palestina de la Alger, din 1988, Ierusalimul (Al Quds) este considerat capitala Palestinei. În anul 2000, Autoritatea Națională Palestiniană a supus la vot legea care declara Ierusalimul de est capitală a Palestinei. Această lege a fost ratificată în 2002 de către președintele Autorității Palestiniene de atunci, Yasser Arafat. Autoritățile israeliene au încercat să împiedice prezența de instituții oficiale palestiniene în estul Ierusalimului. Astfel, în 2001, ministrul Apărării al Israelului a ordonat, în împrejurările celei de-a doua Intifade, închiderea birourilor de la „Casa Orientului”, care în anii 1990 au servit drept oficii ale OEP în oraș. Sanctuarele islamice de pe Muntele Templului în Orașul Vechi al Ierusalimului - Cupola Stâncii și Moscheea Al-Aqsa sunt administrate, cu acordul Israelului, de către Wakful iordanian.

## Fâșia Gaza
După retragerea unilaterală în 2005 de către guvernul Ariel Sharon a armatei israeliene din Gaza și evacuarea tuturor așezărilor evreiești din această regiune (împreună cu cele din nordul Samariei), în 2006 alegerile generale au fost câștigate aici de către organizația islamistă Hamas, apropiată de cercurile Fraților musulmani din lumea arabă, și care a jucat un rol însemnat în valurile de violențe asociate cu prima și a doua Intifada.  Organizația Hamas nu admite recunoașterea legitimității de nici un fel a Statului Israel, și se consideră angajată într-o luptă fără compromis contra acestuia, lansând de pe teritoriul Fâșiei Gaza valuri de atacuri cu rachete asupra teritoriului Israelului. Fâșia Gaza este considerată de factorii internaționali ca teritoriu ocupat de Israel, deoarece Israelul controlează spațiul ei aerian și accesul ei pe cale maritimă. Bombardamentele repetate cu rachete și obuze îndreptate contra populației civile a Israelului, precum și atentatele cu arme de foc, lansate de Hamas  au dus la contraatacuri și bombardamente aeriene din partea Israelului care au cauzat locuitorilor din zona Gaza enorme pierderi omenești și mari pagube materiale, și păreau să fi convins pe conducătorii Hamas să suspende, pentru perioade lungi de timp, atacurile cu rachete asupra populației israeliene și să accepte un ajutor financiar din partea Qatarului pentru rezolvarea de probleme umanitare și pentru dezvoltarea regiunii. În realitate, cu sprijinul financiar al emiratului Qatar, care patronează Mișcarea Frăția Musulmană si cu ajutorul Iranului, conducerea Hamasului, în loc de a promova bunăstarea populației pe care o guvernează, a construit sub acoperirea armistițiilor și dedesubtul și în preajma cartierelor și instituțiilor civile (spitale, școli, moschei etc), o uriașă rețea de tuneluri subterane, a acumulat un arsenal de rachete, arme de foc și muniții și, la 7 octombrie 2023 a declanșat un atac surpriză (Operațiunea „Potopul Al Aksa”) împotriva localităților și teritoriilor israeliene de dincolo de frontieră, realizând, în mod premeditat, cel mai mare masacru de civili evrei, de toate vârstele, din istoria Israelului, însoțit de atacuri cu rachete asupra orașelor și satelor din Israel, violuri și alte acte barbare, precum și de răpirea a peste 240 de persoane, de asemenea, de toate vârstele. Ca urmare, armata israeliană, în cadrul Operațiunii „Săbiile de fier” a efectuat bombardamente grele asupra nordului Fâșiei Gaza, și a început o manevră pe uscat pe teritoriul acesteia cu scopul declarat al distrugerii capacității militare a Hamasului. Populația localităților israeliene din vestul Neghevului, multe din ele distruse de Hamas, a fost evacuată. La fel, din cauza războiului de uzură început, în solidaritate cu Hamasul, de către forțele Hezbollah și unități palestiniene din sudul Libanului, Israelul a evacuat zeci de mii de locuitori și de la frontiera cu Libanul, evacuări fără precedent în istoria conflictului israelo-arab.